# Pierre Gassier
Pierre Gassier (ur. 1 września 1915 w Étampes; zm. 28 maja 2000 w Marbelli) – pochodzący z Francji krytyk i historyk sztuki. Głównym przedmiotem jego badań i publikacji był hiszpański malarz Francisco Goya.
W 1974 wydał razem z Juliet Wilson Bareau katalog twórczości Goi zatytułowany Vida y obra de Francisco de Goya (wyd. Juventud de Barcelona). Iberysta Nigel Glendinning określił je mianem najlepszego i najkompletniejszego katalogu dzieł Goi.

## Dzieła
- Vida y obra de Francisco de Goya (we współpracy z Juliet Wilson Bareau), 1974.
- Goya. A Witness of His Times, 1983.
- Leopold Robert (Monographies), 1983.
- Toulouse Lautrec, au Musée d'Albi et dans les collections Suisse, 1987.
- Goya, 1989.
- De Goya a Matisse: Estampes de la collection Jacques Doucet, 1992.